# Lei Júnia Licínia
A Lei Júnia Licinia (em latim Lex Junia Licinia) era um dispositivo legal do antigo Direito Romano,  produzido em 62 a.C., que confirmava a similar Lei Cecília Didia (datada de 98 a.C.), estabelecendo que uma proposta a ser votada pela Assembleia Popular, deveria ser apresentada com antecedência de três semanas romanas (24 dias), com uma cópia depositada no erário, diante de testemunhas, para evitar falsificação.
Essa lei foi promulgada no consulado de Décimo Júnio Silano e Lúcio Licínio Murena.